# Motala AIF
El Motala AIF es un equipo de fútbol de Suecia que juega en la Division 2 Norra, una de las ligas que conforman la cuarta categoría de fútbol en el país.

## Historia
Fue fundado el 29 de agosto de 1907 en la ciudad de Motala del condado de Östergötland como un club multideportivo, ya que cuenta con secciones en atletismo, orientación, hockey sobre hielo, ciclismo de ruta y esquí.
La mejor época del club fue en la temporada de 1957/58 en la que jugaron por primera vez en la Allsvenskan, aunque esa misma temporada descendieron luego de perder 20 de los 33 partidos que disputó. Han participado en más de 25 temporadas en la Superettan, aunque la más reciente fue la de 2001.

## Palmarés
- Division 2 Ostra Gothaland: 1

2000
- Division 3 Norra Gothaland: 1

2005
- Division 2 Mellestra Gothaland: 1

2007
- Division 2 Ostra Gothaland: 1

2010
- Division 2 Sodra Svealand: 1

2013

## Clubes afiliados
- Östergötlands FF.[8]